# Hedonische-prijsmethode
De hedonische-prijsmethode (HPM) is een economische waarderingsmethode waarbij wordt uitgegaan van de veronderstelling dat natuur- en/of milieukwaliteit een van de vele factoren is die de waarde van een marktgoed bepalen. Door op verschillende locaties te kijken naar de natuurkwaliteit en de prijzen van het marktgoed kan de betalingsbereidheid voor natuurkwaliteit worden afgeleid.

## Algemene toepassingsmogelijkheden
Vaak wordt bij deze methode gebruikgemaakt van de prijzen van huizen of de hoogte van lonen. Zo kunnen huizen in de omgeving van een natuurgebied een andere prijs hebben dan vergelijkbare huizen zonder de nabijheid van een natuurgebied. Het verschil in prijs is een natuurbaat. Wanneer men met lonen werkt om milieurisico's op de werkvloer te waarderen, wordt gekeken naar het verschil in lonen, waarbij wordt verondersteld dat banen waarbij werknemers een hoger (milieu)risico lopen hogere lonen opleveren.

## Geschiktheid voor ecosysteemfuncties
Met behulp van HPM kan men slechts één ecosysteemfunctie waarderen, namelijk de woongenotsfunctie. De methode stelt ons niet in staat om andere ecosysteemfuncties, zoals regulatie- en productiefuncties, te waarderen.

## Benaming
De woorden 'hedonisme' en 'hedonist' zijn afgeleid van het Oudgriekse ἡδονή, dat 'lust' of 'genot' betekent. Het bijbehorende bijvoeglijk naamwoord is 'hedonistisch'. In de economie is echter de term 'hedonisch' ingeburgerd geraakt, mogelijk voortvloeiend uit een onjuiste vertaling van het Engelse hedonic. In het Duits speelt dezelfde kwestie. Sommigen stellen dat 'hedonistisch' in zijn filosofische betekenis soms minder goed in een economische context past en dat 'hedonisch' daarom een nuttige aanvulling is om connotaties met het filosofische begrip te vermijden. Het Deutsches Fremdwörterbuch (2010) vermeldt overigens dat in de Duitse taal al vanaf eind 18e eeuw naast hedonistisch ook het 'bijna synonieme' hedonisch voorkwam (het oudste aangehaalde voorbeeld dateert van 1796). In het Woordenboek der Nederlandsche Taal komt 'hedonisch' niet voor.